# The Last Temptation (Alice Cooper)
| Recensione                | Giudizio |
| ------------------------- | -------- |
| AllMusic                  | [ 1 ]    |
| Entertainment Weekly      | B        |
| Q                         | [ 3 ]    |
| Rolling Stone             | [ 4 ]    |
| Rolling Stone Album Guide | [ 5 ]    |

The Last Temptation è il ventesimo album in studio del cantante statunitense Alice Cooper, pubblicato il 27 maggio 1994 dalla Epic Records.
Questo disco è il primo capitolo di una trilogia conclusasi poi con i successivi due album. È incentrato sulla storia di un ragazzo chiamato Steven (lo stesso protagonista della storia narrata in Welcome to My Nightmare) e di un misterioso showman dai poteri speciali che tenta di sedurlo per farlo partecipare ai suoi spettacoli "The Theatre of the Real - The Grand-est Guignol!".

## Il disco
L'intera storia dell'album è stata illustrata in un fumetto in tre capitoli realizzato da Neil Gaiman, la cui prima parte è stata inserita all'interno del libretto del disco. Nel fumetto, lo showmam (denominato sempre e solo come tale) è interpretato dallo stesso Alice Cooper. Alcune pagine appaiono nel videoclip del singolo Lost in America, in cui viene mostrato Steve intento a leggere il fumetto.
La storia è stata originariamente pubblicata dalla Marvel Comics e in seguito ristampata dalla Dark Horse Comics, raccolta come libro in brossura.

## Tracce
1. Sideshow – 6:39 (Alice Cooper, Bessie Smith, Brian Smith, Michael Brooks, Jon Norwood, Dan Wexler, Bud Saylor)
2. Nothing's Free – 5:01 (Cooper,  Wexler, Saylor, Bob Pfeifer)
3. Lost in America – 3:54 (Cooper, Wexler, Pfeifer)
4. Bad Place Alone – 5:04 (Cooper, Wexler, Pfeifer)
5. You're My Temptation – 5:09 (Cooper, Jack Blades, Tommy Shaw)
6. Stolen Prayer – 5:37 (Chris Cornell, Cooper)
7. Unholy War – 4:10 (Cornell)
8. Lullaby – 4:28 (Cooper, Jim Vallance)
9. It's Me – 4:39 (Cooper, Blades, Shaw)
10. Cleansed by Fire – 6:12 (Cooper, Mark Hudson (musicista), Steve Dudas, Pfeifer)

## Formazione
- Alice Cooper – voce
- Stef Burns – chitarre, cori
- Greg Smith – basso, cori
- Derek Sherinian – tastiere, cori
- David Uosikkinen – batteria

### Altri musicisti
- John Agnello – ingegneria del suono
- Craig Copeland – cori
- Duane Baron – ingegneria del suono, produzione
- Jack Blades – cori
- Chris Cornell – seconda voce in Stolen Prayer e Unholy War
- Steven Escallier – ingegneria del suono
- Don Fleming – produzione
- Brett Hudson – cori
- Mark Hudson – cori

- Rick Marty – chitarra aggiuntiva, cori
- Lou Merlino – cori
- John Purdell –  tastiere aggiuntiva
- Tommy Shaw – cori
- Andy Wallace – ingegneria del suono, missaggio, produzione
- Howie Weinberg – mastering
- Dan Wexler – chitarra aggiuntiva

## Classifiche
| Classifica (1994) | Posizione massima |
| ----------------- | ----------------- |
| Australia         | 15                |
| Austria           | 24                |
| Canada            | 70                |
| Finlandia         | 7                 |
| Germania          | 18                |
| Norvegia          | 20                |
| Paesi Bassi       | 73                |
| Regno Unito       | 6                 |
| Stati Uniti       | 68                |
| Svezia            | 19                |
| Svizzera          | 13                |
| Ungheria          | 32                |